# Hans Günther Aach
Hans Günther Aach (Oldenburg, 21 ottobre 1919 – Aquisgrana, 4 dicembre 1999) è stato un botanico tedesco.

## Biografia
Ottenne il suo dottorato nel marzo 1952 presso la Facoltà di Matematica e Scienze Naturali dell'Università di Gottinga. Nel luglio 1961 presentò la sua tesi di laurea presso l'Università di Colonia. Il 31 dicembre 1962 fu nominato professore straordinario di botanica presso l'RWTH. Dal 12 gennaio 1965 fu nominato come professore di Botanica, nello stesso luogo, e fu direttore dell'Istituto Botanico. Si ritirò il 1º marzo 1984.
L'enfasi del suo lavoro scientifico è stato, in particolare, sulle proteine e nei virus. Ha collaborato alla Handbuch der Biologie.

## Opere
- Über Wachstum und Zusammensetzung von Chlorella pyrenoidosa bei unterschiedlichen Lichtstärken und Nitratmengen. Göttingen 1952
- Die Viren. Akademische Verlags-Gesellschaft Athenaion, Konstanz 1960
- Zur Konstanz der Aminosäurenzusammensetzung im Eiweißanteil des Tabakmosaikvirus. Köln 1961
- Zum Problem der Viruseiweisssynthese in zellfreien Chlorellasystemen. Westdeutscher Verlag, Köln 1968

## Letteratura
- Kürschners deutscher Gelehrten-Kalender. Vol. 1, 1966.

| Controllo di autorità | VIAF (EN) 271496034 · ISNI (EN) 0000 0003 8368 1771 · GND (DE) 104500239 |